# Тонъе
Тонъе́ (восточное Йе, кор. 동예?, 東濊?, кит. трад. 東濊, упр. dōng huì, пиньинь Дун Хуэй) — раннекорейское государство, занимавшее северо-восточную часть Корейского полуострова с примерно 150 года до н. э. до 400 года н. э. На севере граничило с Когурё и Окчо, на юге — с конфедерацией Чинхан и китайским округом Лолан на западе. Сегодня на территории, некогда занимаемом Тонье, находятся провинции Хамгён-Намдо и Канвондо, Северная Корея, а также Канвондо, Южная Корея.

## Расположение
На севере граничило с Когурё и Окчо, на юге с Е, на западе с Лэланом, на востоке упирается в море.

## История
По китайским легендам, У-ван сделал Цзицзы (en:Jizi) правителем Кочосона, он распространил на землях Кочосона и Тонъе земледелие, этикет, шелководство и ввёл восемь законов: за убийство смерть, за ранение — возмещение количеством хлеба, вора отдавали в рабство к обкраденному и женщину его отдавали тоже, если не выплачивался штраф.
В первом упоминании о Тонъе говорится, что это был вассал Кочосона при Вимане во втором веке до н. э. После падения Кочосона оно перешло под контроль китайского округа Лолан, а затем стало подчиняться набиравшему мощь Когурё.
В 126 году до н. э., правитель Тонъе Наньлюй (南閭) восстал против Уго (Кочосон) и с 280 000 подданными переселился на Ляодун и У-ди, создал для его народа префектуру Цахай (蒼海郡), но вскоре упразднил её.
При Ван Мане, в начале его царствования, 9 год н. э., племенам цзюйли было приказано выступить в поход против Хунну, но они разбежались и стали нападать на китайцев. Правитель (大尹) Ляоси Тянь Тань преследовал их и был убит. По приказу Ван Мана, Янь Ю выманил князя цзюйли на границу, где обезглавил его и отправил голову императору. Цзюйли продолжили нападать на границу.
В 30 году н. э. китайцы отозвали чиновников из Тонъе, а местным правителям дали достоинства сянь хоу (县侯) и обязали их являться ко двору императора. Было три класса правителей: Хоу (侯), И (邑, правитель города?), цзюнь (君).
В 32 году цзюйли прислали ко двору Гуан У-ди посла с данью, что означала примирение с империей.
В 46 году, цзюйли Цань Чжило (蠶支落) и Дайцзя Дайшень (大加戴升) с 10 000 подданных явились в Лэлан и приняли китайское подданство.
В 48 году, цзюйли напали на Юбэйпин (右北平), Юйян (漁陽), Шангу (上谷) и Тайюань (太原). Ляодунский тайшоу (遼東太守) Чжай Жун (祭肜) обещал им милость от императора и они помирились.
Цзюйли жили мирно, пока их не возглавил воинственный вождь Тонокчо по имени Гун (宮).  Тонокчо и Тонъе подняли восстание. В 105 году они ограбили 6 уездов и Ляодунь. Правитель Ляодуня Гэн Куй (耿夔) разбил часть Восстания. В 118 году Гун снова поднял Восстание и осадил китайский город Хуали (華麗) - столицу округа Сюаньту.
В 121 году правитель Ючжоу (幽州刺史) Пин Хуань (馮煥), тайшоу Сюаньту (玄菟太守) Яо Гуан (姚光) и тайшоу Ляодуна Цай Фэн (遼東太守蔡諷) напали на цзюйли и убили одного из их вождей, взяли лошадей и имущество. Гун отправил своего сына Суйчэна (遂成) с 2 000 воинов против Яо Гуана. Суйчэн для видимости изъявил покорность китайцам, отправил войско заблокировать горные проходы, а сам с 3 000 воинов отправился грабить Ляодун, погибло 1000 человек, предместья городов были сожжены. к тому времени как подошли подкрепления китайцев, они уже ушли. Летом того же года 8 000 сяньбийцев напали на Ляодуй (遼隊). Цай Фэн попытался настичь их, но когда догнал саньбийцы вступили в сражение в котором пал Цай Фэн и его офицеры, прикрывавшие его, всего 100 человек. Осенью Гун собрал своих людей и присоединившихся к восстанию воинов из Махана, напал на китайские войска в Сюаньту. Сын царя Пуё Юйцютай (尉仇台) с 20 000 воинов присоединился к китайским войскам и разбил Гуна. Вэймо потеряли 500 человек. Вскоре Гун умер (в 121 году), ему наследовал сын Суйчэн (遂成).
В 122 году Суйчэн приехал в столицу Сюаньту для заключения мира и привёл захваченных пленников китайцев. Там ему вручили императорский манифест (詔), в котором было сказано, что хотя преступления вэймосцев велики, император прощает их, а за выкуп китайских пленных готов заплатить по 40 отрезов шёлка за взрослого, по 20 за ребёнка, но вэймосцы пусть приведут для выкупа всех пленных. Суйчэн заключил мир.
В 132 году в области Сюаньту были созданы 6 военных поселений (屯田) для китайских гарнизонов.
Между 146 и 168 годом, началось новое крупное Восстание и восставшие снова напали на Ляодун, Сяаньпин (西安平), убили правителя Дайфана (帶方), захватили семью правителя Лэлана.
В 168 году тайшоу Сюаньту Дэн Линь напал на Тонъе и истребил их несколько сотен.
Между 168 и 204 годом Тонъе вошло в состав набиравшего силу Когурё.

## Народ и культура
Считается, что Тонъе населял тот же народ, что и Когурё. Язык и этническое происхождение жителей двух государств были теми же. Это говорит о том, что они являлись выходцами из государств Пуё и Кочосон. Население страны по записям той эпохи составляло 20 000 дворов.
О Тонъе известно совсем немного. Обычно это упоминания о Мучхоне (무천, 舞天), празднике поклонения небесам, проходившем в ноябре каждого года, во время которого народ пел и танцевал. Этот праздник похож на когурёский фестиваль Тонмэн, который проходил примерно в те же сроки. Во время этих праздников люди поклонялись тигру, обожествляя его.
Из китайской истории Поздней Хань известно, что жители соблюдали законы, не запирали двери домов, так как не было воровства, женщины были честными и верными жёнами. Используют кухонную посуду. По китайским представлениям, народ был глупый, простодушный, неприхотливый с малыми потребностями. Одежду делают с круглым (косым) воротником. Участки гор и рек поделены между жителями, как и поля для рыболовства и охоты. Браки всегда между людьми с разными фамилиями. Много табу. Если в доме умрёт больной, дом бросают и строят новый. Гадают по созвездиям, о урожае. Если два селения ссорились, то на них накладывали взыскания лошадьми и быками, это называлось цзэхо (責禍- долг за беду).
Разводят шелкопряда, сажают коноплю, делают холсты. В их землях водятся леопарды. Водятся лошади, которых китайцы называют госяма (果下馬, лошадь на которой можно проехать под плодовым деревом) — Пони. В океане ловят рыбу Баньюй (班魚, родственник Фугу с сине-зелёной спиной и тёмными пятнами), которую привозят к столу императора Китая.
Экономика Тонъе преимущественно базировалась на сельском хозяйстве и производстве шёлка. Ритуалы праздника Мучхон обычно заключались в просьбах послать хороший урожай на следующий год. Земля в Тонъе возделывалась общинами и за покушение на землю соседней общины предусматривался штраф.

### Война
В набеги не ходят. Предпочитают воевать пешими. Делают очень длинные пики длиной в три чжана (三丈, около 7 метров по Ханьским временам), их держали несколько человек. Из твёрдого красного дерева делают луки (檀弓), которые привозят китайцам в Лэлан.